# Luigi Bruno
Luigi Bruno (Napoli, 18 aprile 1896 – Milano, 26 gennaio 1971) è stato un imprenditore italiano.

## Biografia
Inizia gli studi universitari in giurisprudenza presso l'ateneo napoletano, ma è costretto a interromperli per partecipare alla prima guerra mondiale, nella quale combatte quale Ufficiale dei granatieri, ottenendo anche una medaglia d'argento e una di bronzo al valor militare. All'indomani del conflitto completa gli studi e consegue nel 1921 la laurea; in seguito acquisisce anche il diploma di ragioniere. Dopo aver esercitato la professione di avvocato per un breve periodo, nel 1923 viene chiamato alla Direzione generale della Società agricola italo-somala, un'impresa costituita nel novembre del 1920 dal Duca degli Abruzzi a seguito delle esplorazioni coloniali compiute nella regione somala di Giuba e Uebi-Scebeli tra la fine del 1918 e il luglio del 1920.
Tale iniziativa, sostenuta finanziariamente dai principali istituti di credito nazionali (la Banca commerciale, il Credito italiano e il Banco di Roma), dai rappresentanti degli industriali zuccherieri e cotonieri italiani, mette in evidenza le capacità organizzative del giovane avvocato napoletano: sotto la sua direzione vengono infatti bonificati in un paio d'anni centinaia di migliaia di ettari di terreno, e a Jōwhar (una località situata ad un centinaio di chilometri da Mogadiscio, ribattezzata “Villaggio Duca degli Abruzzi”) vengono costruiti diversi impianti industriali (un cantiere per la produzione di cemento, un'officina meccanica, una fornace per mattoni, una segheria, uno zuccherificio) e magazzini per la raccolta del cotone.
L'avvenimento decisivo nella carriera di Bruno, determinante per la successiva scalata fino ai massimi vertici del mondo finanziario italiano, è l'incontro nel 1926 con Alberto Lodolo, vicepresidente del Credito italiano, presente a nome della banca, e dei gruppi industriali a essa vicini, in numerosi consigli d'amministrazione di imprese italiane. In particolare, dai primi anni del dopoguerra, Lodolo segue le vicende riguardanti l'industria elettrica e telefonica, e gli interessi del Credito italiano nella Società ligure-toscana di elettricità e nella Società telefonica tirrena (Teti): le due imprese operano in un'area di importanza strategica nella geografia dell'industria elettrotelefonica italiana, allora alle prese con i primi problemi di interconnessione delle reti.
Nella Società ligure-toscana (che vanta sostanziose partecipazioni nella Società elettrica del Valdarno e nella Elettricità e gas di Roma, poi Romana di elettricità), il gruppo di comando è rappresentato dalla famiglia Orlando, mentre nella Teti sono i Pirelli a ricoprire il ruolo di primo piano. Il punto di incontro tra queste due grandi dinastie industriali italiane è costituito dalla Centrale, una finanziaria nata nel settembre del 1925, preziosa cassaforte per numerose partecipazioni dei due gruppi. Bruno, senza rompere i legami con la Società agricola italo-somala (lascia la Direzione Generale, ma continua a rimanere nel consiglio d'amministrazione e, più avanti, torna ad avere un ruolo operativo nell'azienda), diventa nel 1926 il più stretto collaboratore di Lodolo, assumendo incarichi solo apparentemente di secondo piano nel vasto impero finanziario, industriale e immobiliare che fa capo alla Centrale, di cui viene nominato sindaco revisore. In un paio di anni ricopre la carica di consigliere della Società anonima immobiliare l'Edificio (che appartiene al gruppo della Centrale e che possiede numerosi immobili a Milano, Roma, Genova e Sanremo) e quella di membro del collegio sindacale di molte imprese elettriche, telefoniche, meccaniche e minerarie, sempre legate alla finanziaria diretta da Lodolo. Allo stesso tempo, a riprova dei legami ancora solidi con la Società agricola italo-somala, Bruno è anche sindaco revisore della Società saccarifera somala e della Società fondiaria libica.
La dimostrazione della rapida ascesa di Bruno negli ambienti economici italiani è fornita dal ruolo avuto in uno dei momenti più delicati della storia bancaria e finanziaria italiana, lo smobilizzo delle due banche miste, la Banca commerciale italiana e il Credito italiano. Agendo nell'occasione come “fiduciario” del Credito italiano, Bruno è infatti tra i protagonisti dell'operazione, varata dal Governo nel dicembre del 1930, tesa a garantire al gruppo di comando dell'istituto (Pirelli, Feltrinelli, Motta) la salvaguardia delle proprie posizioni di forza nel mondo industriale e finanziario italiano, in particolare nel settore elettrico. Strumento di tale operazione è la Società anonima finanziaria italiana (Sfi), di cui Bruno è uno dei cinque consiglieri: egli ha ormai raggiunto negli ambienti finanziari nazionali, grazie a una reputazione di affidabilità, un ruolo di assoluta preminenza. All'indomani della morte di Lodolo (1932), smesse le vesti di sindaco revisore della Centrale, assume dunque le redini della medesima società finanziaria nella qualità di amministratore delegato, affiancando il nuovo presidente Pirelli. Imparentato con gli Orlando (in seguito al matrimonio con una figlia di Luigi Orlando), Bruno coltiva quindi da una posizione privilegiata i vincoli di amicizia e di interesse che si irrobustiscono tra i Pirelli e gli Orlando.
Nel 1933 è ancora Bruno a portare a termine una importante operazione finanziaria, la fusione tra la Società elettrica del Valdarno (di cui è diventato consigliere un anno prima) e la ligure-toscana (che riunisce così in un solo organismo sei centrali idroelettriche, due centrali termiche e ventinove centraline idroelettriche), e il successivo riordino del settore elettrico nell'Italia centrale concluso nel 1938, con la costituzione della nuova società Selt Valdarno. Attorno alla capogruppo – la Centrale - alla vigilia del secondo conflitto mondiale gravitano imprese del settore elettrico, telefonico (nel quale la Teti, seconda per importanza in Italia solo alla Sip, controlla l'intera rete da Ventimiglia a Roma) di quello minerario e dei combustibili minori. Nel corso del Secondo conflitto mondiale Bruno dirige il grande organismo elettrotelefonico facente capo alla finanziaria Centrale, della quale è eletto presidente. È ancora sotto la sua guida che le società del gruppo della Centrale si riprendono rapidamente dopo la fine del conflitto: durante la guerra gli impianti hanno subito ingenti distruzioni, ma già nel 1947 registrano il recupero del potenziale produttivo prebellico.
Le capacità organizzative di Bruno sono alla base anche dei risultati ottenuti in Somalia nel 1945-46, quando, nonostante l'occupazione britannica, riprende in mano la direzione della Società agricola italo-somala, riportandola in condizioni di svolgere le varie attività produttive, agricole e industriali. Nel 1952 viene nominato cavaliere del lavoro, aggiungendo questa onorificenza a quella di cavaliere dei SS. Maurizio e Lazzaro (1924), e al Grande ufficialato della Corona d'Italia (1936).
Nel panorama finanziario italiano del secondo dopoguerra Bruno si distingue ancora alla testa della holding dei Pirelli e degli Orlando, creando anche due sub-holding finanziarie, la Invest e la Cofina, legate alla Centrale, che rappresentano una novità nel panorama italiano dell'epoca, in quanto puntano a coinvolgere il piccolo risparmiatore nel mercato finanziario.
Con il rafforzamento della Centrale, Bruno si afferma come un personaggio di grande potere anche nell'Italia repubblicana e l'elenco delle cariche ricoperte negli anni Cinquanta – specchio del suo ramificato potere personale – riempie pagine intere delle pubblicazioni specializzate.
Oltre i confini dell'industria privata
Per tutti gli anni Cinquanta Bruno è uno degli uomini più influenti del settore elettrico, membro del consiglio direttivo dell'Anidel – l'associazione di categoria – dal 1945 al 1962 e vicepresidente dal 1955 al 1962. Il suo potere arriva anche oltre i confini dell'industria privata, quando fa nominare un suo uomo di fiducia, Bruno Bianchi (direttore generale della Romana di elettricità), alla testa della Finelettrica, la finanziaria dell'Iri per il settore elettrico.
La nazionalizzazione dell'industria elettrica, nel 1962, trova la Centrale largamente impreparata alla riconversione. La Direzione della holding non ha infatti allo studio alcun progetto alternativo alla comoda rendita costituita dalla vendita dell'elettricità. I 120 miliardi di lire ricevuti dallo Stato quale indennizzo per la nazionalizzazione delle sue imprese vengono impiegati acquistando, senza un piano preciso, partecipazioni nei più svariati settori industriali, dal comparto alimentare (Arrigoni) a quello degli elettrodomestici (Triplex), nel settore della distribuzione, nei grandi lavori pubblici (Cogefar e Trafori) e nell'edilizia residenziale (Habitat). Il risultato di queste scelte si rivela il più delle volte deludente, se non addirittura disastroso, e nella seconda metà degli anni Sessanta la holding ancora guidata da Bruno appare uno strumento finanziario inadeguato alle scelte strategiche dei gruppi industriali che fanno capo alla vecchia proprietà: si consuma così il disimpegno dei Pirelli e, in seguito, degli Orlando, dalla Centrale, e alla fine degli anni Sessanta anche Bruno decide di lasciare la Direzione della finanziaria.
Per anni uno dei personaggi più potenti del mondo economico italiano, membro della giunta esecutiva della Confindustria dal 1961 al 1968, membro del Comitato permanente per i problemi del Mezzogiorno e delle Isole della Confindustria, membro del direttivo dell'Assonime e del comitato esecutivo dell'Associazione bancaria italiana, Bruno, ormai settantenne, resta ancora impegnato in alcune imprese: la società Imprese elettriche d'oltremare, l'Alpina s.p.a. (delle quali è presidente), la Sina (Iniziative nazionali autostradali) e la Satap (Società autostrade Torino-Alessandria-Piacenza, di cui è vicepresidente), la Cofina (della quale è Amministratore delegato) e la Pirelli (nella quale ricopre ancora la carica di consigliere).
Muore a Milano all'inizio del 1971.

## Archivio
La documentazione che testimonia l'attività imprenditoriale di Luigi Bruno è conservata a Torino dalla Fondazione Telecom Italia nel fondo Società Telefonica Tirrena - Teti (estremi cronologici: 1903-1969).